# Les Photographes
Pour plus de détails, voir Fiche technique et Distribution.
Les Photographes (Οι φωτογράφοι (I Photographi)) est un film grec réalisé par Níkos Koúndouros et sorti en 1998.
Il a obtenu le prix de la meilleure photographie au festival international du film de Thessalonique.

## Synopsis
Basé sur la pièce de Sophocle, Antigone, le film expose l'opposition entre l'obéissance au pouvoir et le droit à la divergence d'opinions. Créon et Antigone, archétypes et symboles de ces deux aspects, meurent et ressuscitent à de multiples reprises parcourant l'histoire et les pays dans un film au récit cyclique.

## Fiche technique
- Titre : Les Photographes
- Titre original : Οι φωτογράφοι (I Photographi)
- Réalisation : Níkos Koúndouros
- Scénario : Níkos Koúndouros et Nikos Konstantaras
- Société de production : Lexicon & Partners Audiovisual Productions, Centre du cinéma grec, AM Studio (Sofia), Lumière Productions Ltd (Chypre), Ellinikí Radiofonía Tileórasi
- Directeur de la photographie : Nikos Kavoukidis
- Montage : Níkos Koúndouros
- Direction artistique : Níkos Koúndouros
- Musique : Nikos Ginis
- Pays d'origine : Grèce
- Genre : drame antique
- Durée : 110 minutes
- Date de sortie : 1998

## Distribution
- Michalis Komninos
- Katerina Pavlaki
- Manos Vakousis
- Vangelis Mourikis (en)
- Vassilis Langos
- Dimitris Stratakis